# 陳策 (嘉靖庚戌進士)
陳策（1516年—？），字效愚，號沁泉，山西澤州沁水縣人，民籍，明朝政治人物。

## 生平
嘉靖二十八年（1549年）己酉科山西鄉試第五十六名舉人。嘉靖二十九年（1550年）中式庚戌科會試第九十三名，三甲第二百一十九名進士。任工部主事，升员外、郎中，出为真定府知府，官至山東霸州兵备副使。卒以忤时致仕。

## 家族
曾祖陳璉；祖父陳良政，曾任壽官；父陳楚。母楊氏；繼母楊氏。具慶下。子继濂、继浩、继洛。